# Morgan’s Point
Morgan’s Point ist eine Stadt im Harris County im US-Bundesstaat Texas in den Vereinigten Staaten.

## Geografie
Die Stadt liegt am Zusammenfluss des Buffalo Bayou und des San Jacinto Rivers, im Südosten von Texas, 32 Kilometer südlich von Houston an der Galveston Bay, 40 Kilometer vom Golf von Mexiko entfernt und hat eine Gesamtfläche von 4,6 km².

## Demografische Daten
Nach der Volkszählung im Jahr 2000 lebten hier 336 Menschen in 111 Haushalten und 85 Familien. Die Bevölkerungsdichte betrug 80,6 Einwohner pro km². Ethnisch betrachtet setzte sich die Bevölkerung zusammen aus 88,69 % weißer Bevölkerung, 4,46 % Afroamerikanern, 0,89 % amerikanischen Ureinwohnern und 4,46 % aus anderen ethnischen Gruppen. Etwa 1,49 % waren gemischter Abstammung und 12,80 % der Bevölkerung waren spanischer oder lateinamerikanischer Abstammung.
Von den 111 Haushalten hatten 19,8 % Kinder unter 18 Jahre, die im Haushalt lebten. 64,9 % davon waren verheiratete, zusammenlebende Paare. 9 % waren allein erziehende Mütter und 23,4 % waren keine Familien. 23,4 % aller Haushalte waren Singlehaushalte und in 9,9 % lebten Menschen, die 65 Jahre oder älter waren. Die Durchschnittshaushaltsgröße betrug 2,32 und die durchschnittliche Größe einer Familie belief sich auf 2,64 Personen.
32,4 % der Bevölkerung waren unter 18 Jahre alt, 5,7 % von 18 bis 24, 19,9 % von 25 bis 44, 28 % von 45 bis 64, und 14 % die 65 Jahre oder älter waren. Das Durchschnittsalter war 38 Jahre. Auf 100 weibliche Personen aller Altersgruppen kamen 114 männliche Personen. Auf 100 Frauen im Alter von 18 Jahren und darüber kamen 102,7 Männer.
Das jährliche Durchschnittseinkommen eines Haushalts betrug 57.917 USD, das Durchschnittseinkommen einer Familie 71.458 USD. Männer hatten ein Durchschnittseinkommen von 40.313 USD gegenüber den Frauen mit 30.625 USD. Das Prokopfeinkommen betrug 32.446 USD. 2,2 % der Bevölkerung lebten unterhalb der Armutsgrenze.